# Lola Flores
María Dolores "Lola" Flores Ruiz (21. ledna 1923 – 16. května 1995) byla španělská zpěvačka, tanečnice a herečka. Měla přezdívku La Faraona. Přestože nebyla sama Romkou, od mládí se silně identifikovala s romskou kulturou a zejména hudbou (andalúzskou). K jejím nejslavnějším písním patří La zarzamora, Maria de la O, A tu vera či Ay pena penita. V počátcích kariéry vystupovala po boku Manola Caracola, osamostatnila se v roce 1953. V anketě Největší Španělé historie obsadila 26. místo.

## Kino
Lola Flores se objevila ve 38 filmech, přičemž svůj herecký debut zaznamenala v roce 1939 ve filmu Martingala režiséra Fernanda Mignoniho. Jedním z jejích nejpozoruhodnějších filmů je klasika z 40. let: Embrujo (1947) od Carlose Serrana de Osmy, hudební drama, ve kterém vystupovala po boku Manola Caracola, který byl tehdy jejím přítelem.
V roce 1951 podepsala smlouvu s Cesáreom Gonzálezem a díky tomuto partnerství hrála ve filmech jako La niña de la venta od Ramóna Torrada (1951) a ¡Ay pena, penita, pena! od Miguela Morayty (1953).
Dalším z jejích významných filmů z 50. let je Morena Clara (1954, Luis Lucia), což byla adaptace populárního filmu z roku 1934. Dále hrála po boku Fernanda Fernána Gómeze ve filmech El duende de Jerez (1953) a María de la O (1958). V tomto posledním snímku se poprvé objevila s Antoniem "El Pescaílla" Gonzálezem. Mezi další důležité filmy, ve kterých tato umělkyně účinkovala, patří El volcán y la brisa, La hermana Alegría (1954), El balcón de la luna (1962), Sestra San Sulpicio (1962) – nová verze odlišná od filmu, ve kterém hrála Imperio Argentina, a mexická dramata: La Faraona (1956) a Sueños de oro (1958).
Filmy Casa Flora (1972, Ramon Fernandez) a Una señora estupenda (1972, Julio Coll) patří mezi nejpřijatelnější snímky období známého jako „predestape“ ve španělské komediální kinematografii. Po tomto období byla hlavní postavou komedie Juana la loca... de vez en cuando (1983), kde ztvárnila Isabelu I. Kastilskou, významnou královnu období španělské inkvizice. Dále hrála ve filmu Truhanes (1983, Miguel Hermoso). Její poslední filmovou rolí byl snímek Sevillanas (1992) režiséra Carlose Saury. V tomto filmu sdílela zkušenosti s nejvýznamnějšími ikonami flamenca, jako byli Camarón de la Isla nebo Rocío Jurado. Její přátelství s Carmen Sevillou a Paquitou Rico, které byly folklorními umělkyněmi a herečkami, je dobře známé. S nimi se také objevila ve filmu El balcón de la luna (1962, Luis Saslavsky).

### Mexická kinematografie: Zlatá éra
Stejně jako španělské herečky Sara Montiel, Carmen Sevilla a Amparo Rivelles hrála různé role ve filmech v Mexiku během zlaté éry tamní kinematografie. Lola Flores spolupracovala s významnými celebritami, jako byli Jorge Negrete, Pedro Infante, Antonio Badú, Luis Aguilar „El Gallo Giro“ a Miguel Aceves Mejía. Spřátelila se také se známým hercem Mariem Morenem „Cantinflasem“, Lolou Beltrán „La Grande“ a mexickými divami, jako byly Silvia Pinal, „La Doña“ María Félix nebo Dolores del Río.

## Filmografie
- Martingala (1940)
- Un alto en el camino (1941)
- Embrujo (1947)
- Jack el Negro (1950)
- La niña de la venta (1951)
- La estrella de Sierra Morena (1952)
- Pena, penita, pena (1953)
- Morena Clara (1954)
- Limosna de amores (1955)
- La Farona (1956)
- Maricruz (1957)
- Sueños de oro (1957)
- Venta Vargas (1958)
- Échame la culpa (1958)
- La Venta de Vargas (1958)
- María de la O (1959)
- El balcón de la luna (1962)
- De color moreno (1963)
- La gitana y el charro (1963)
- Una señora estupenda (1967)
- Aventura en Hong Kong (1967)
- El taxi de los conflictos (1969)
- Casa Flora (1973)
- Canciones de nuestra vida (1975)
- El asesino no está solo (1975)
- Juana la loca... de vez en cuando (1983)
- Truhanes (1983)
- Los Invitados (1986)
- Sevillanas (1992)